# Red Bull Air Race
La Red Bull Air Race, istituita nel 2003 e creata dalla Red Bull, è una competizione aeronautica di velocità nella quale i concorrenti devono percorrere con il proprio velivolo un percorso ad ostacoli il più velocemente possibile. I piloti volano singolarmente contro il tempo e devono completare un percorso ad ostacoli costituiti da piloni noti come "Air Gates".
Gli organizzatori della Red Bull Air Race hanno annullato tutti gli eventi in programma per il 2011 e il 2012.
Le gare sono organizzate principalmente sull'acqua vicino a città, ma anche presso aeroporti o paesaggi naturali. Essi sono accompagnati da un programma di air show. Le gare di solito si svolgono durante il fine settimana con il primo giorno di qualificazione, seguite dalle finali ad eliminazione diretta il giorno dopo. Gli eventi attirano grandi folle e sono trasmessi, sia dal vivo che tramite registrazione, in molte nazioni.
In ogni sede, i primi nove posti guadagnano punti World Championship. Il pilota con il maggior numero di punti alla fine del campionato diventa Red Bull Air Race World Champion. La serie 2005, 2006, 2007, 2008, 2009 e 2010 sono state vinte rispettivamente dai piloti Mike Mangold, Kirby Chambliss, Hannes Arch e Brit Paul Bonhomme (2009 e 2010). Ci sono quattro nuovi piloti provenienti da quattro paesi che hanno aderito alla Red Bull Air Race World Championship nel 2009: dal Canada Pete McLeod, dal Giappone Yoshihide Muroya, dall'Australia Matt Hall e dalla Germania Matthias Dolderer [1]. Nel 2010 i rookies (gli esordienti) sono stati Martin Sonka della Repubblica Ceca, e Adilson Kindlemann del Brasile.
A seguito di una pausa di tre anni il Red Bull Air Race ritornerà nel 2014.

## Storia

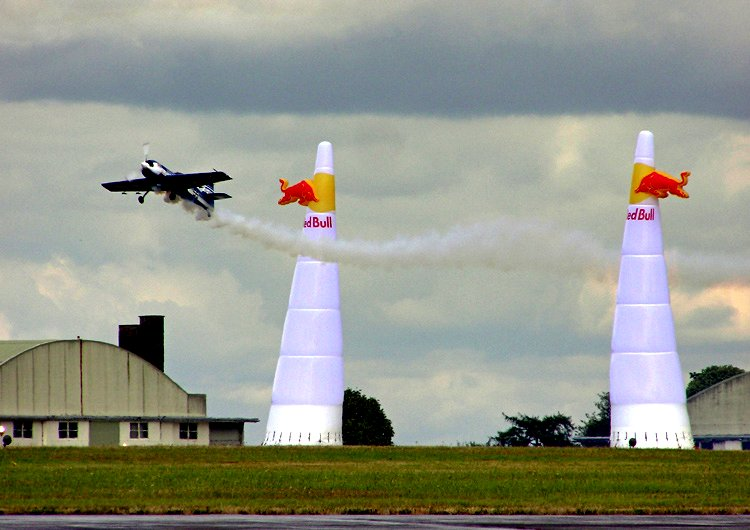
Aereo in azione all'Cotswold Airport in Inghilterra nel giugno 2004

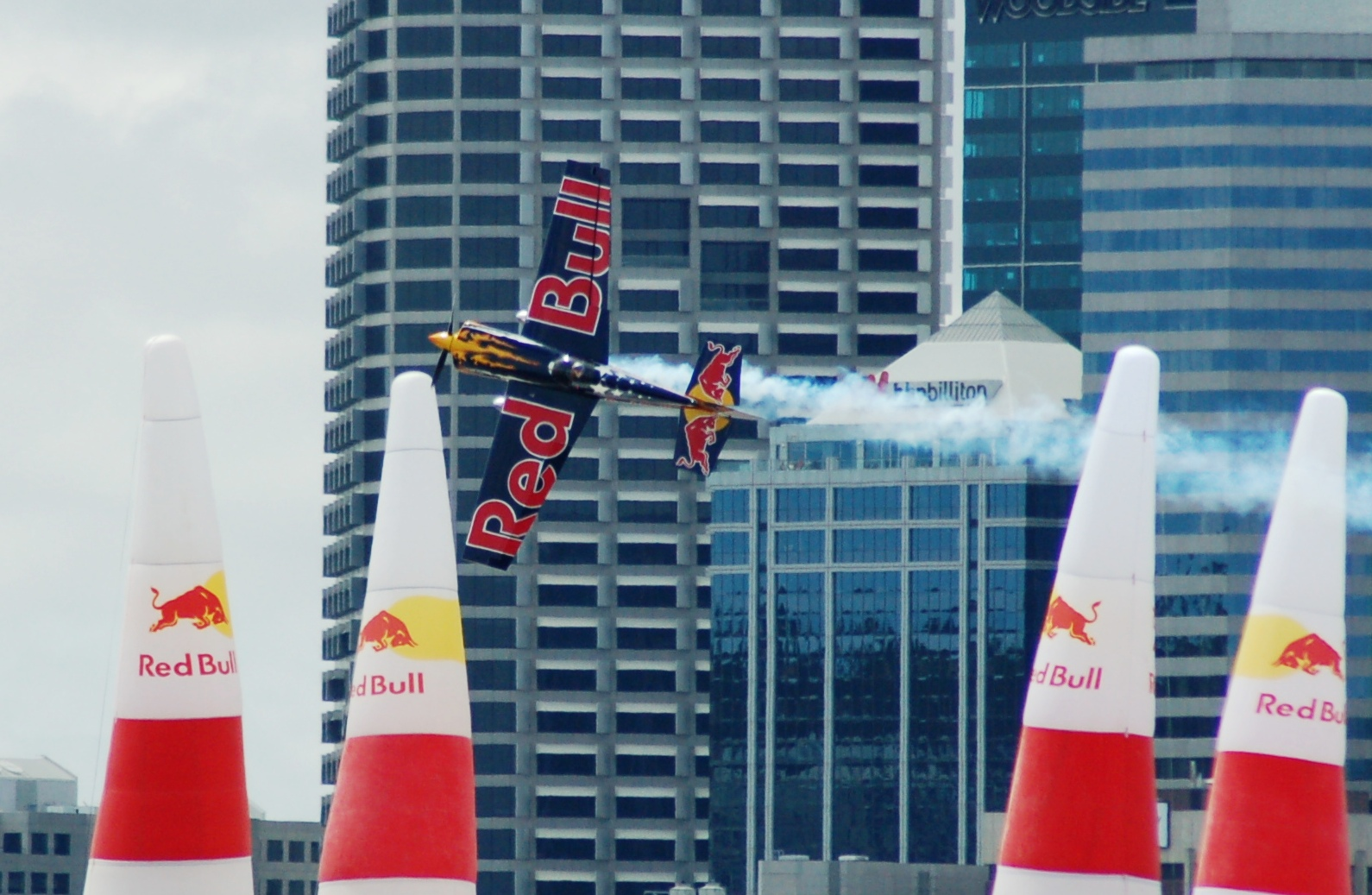
Il campione del 2006 Kirby Chambliss

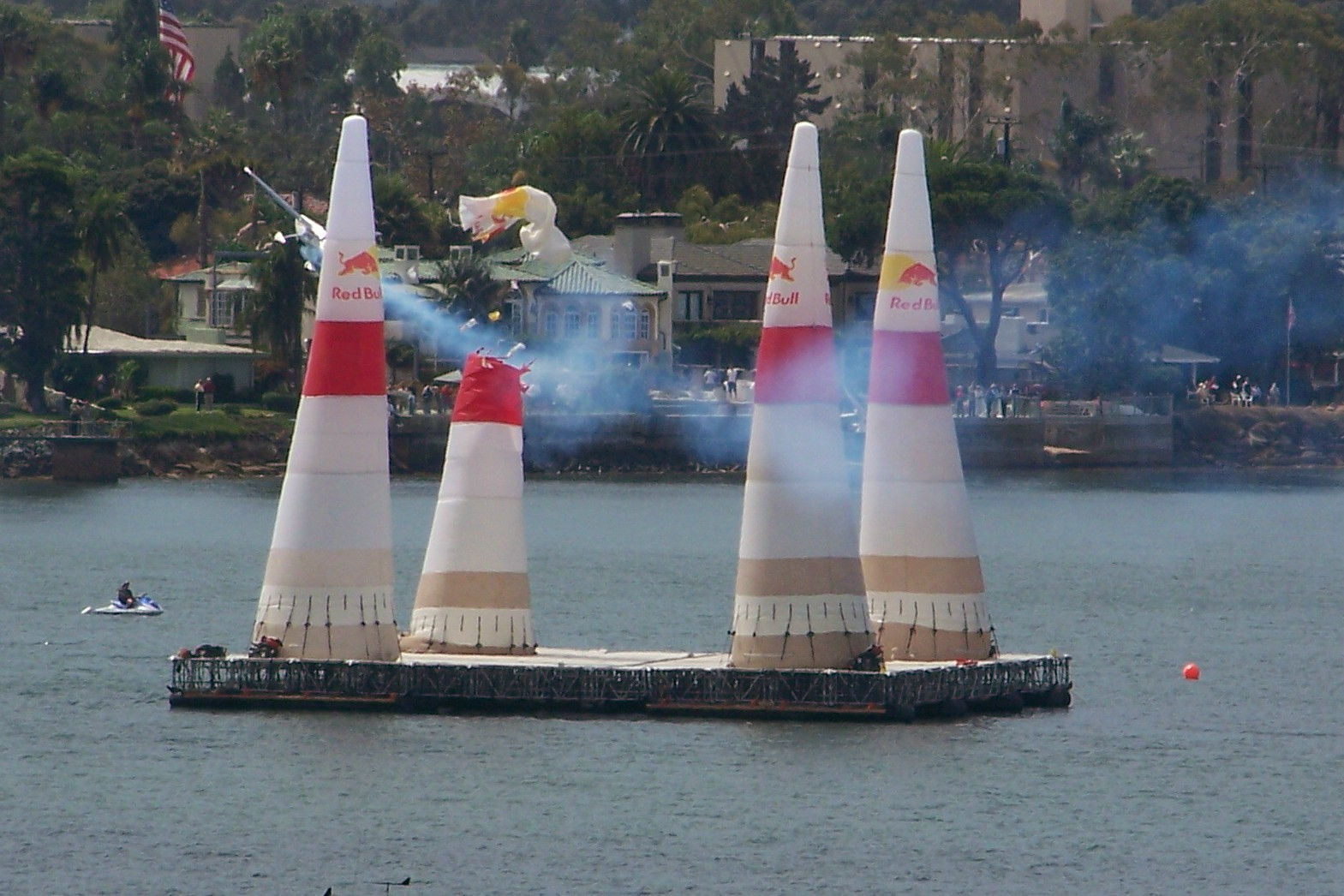
Aereo in azione

La Red Bull Air Race è stato concepito nel 2001 nel think-tank della Red Bull che è stato responsabile della creazione di una serie di nuovi eventi sportivi in tutto il mondo.
L'obiettivo era quello di sviluppare una nuova generazioni di aviatori che avrebbero sfidato la capacità dei migliori piloti del mondo, creando una corsa nel cielo che non era semplicemente una questione di velocità, ma anche precisione e abilità. La risposta è stata di costruire un percorso ad ostacoli appositamente progettato dove i piloti avrebbero corso a velocità elevate.
Lo sviluppo del prototipo di ciò che ora è conosciuta come la 'Air Gates' inizia nel 2002 e il famoso pilota ungherese Péter Besenyei completacon successo il primo volo di prova attraverso il circuito. Dopo due anni di pianificazione e sviluppo, il primo evento ufficiale della Red Bull Air Race è pronta a decollare a Zeltweg, in Austria, nel 2003. Un secondo evento è stato realizzato lo stesso anno nei pressi di Budapest, in Ungheria.
Nel 2004, tre gare si sono svolte a Kemble (Inghilterra), Budapest (Ungheria) e Reno (USA). La serie è stata ampliata nel 2005 per diventare il Red Bull Air Race World Series. Dieci piloti hanno gareggiato in sette gare in tutto il mondo - Mike Mangold è stato incoronato il campione con Peter Besenyei e Kirby Chambliss rispettivamente al secondo e terzo posto. Otto gare hanno avuto luogo nel 2006 con 11 piloti in competizione. Kirby Chambliss è stato incoronato il campione al secondo anno del Red Bull Air Race World Series.
Nel 2007 il calendario è stato esteso per arrivare a 10 gare con la prima gara a Rio de Janeiro. Mike Mangold recuperato il titolo del Red Bull Air Race World Champion 2007. Nel 2008 sono 12 i piloti che hanno preso parte, in 8 gare in tutto il mondo e il pilota austriaco Hannes Arch è diventato il primo europeo a vincere il campionato.
Nel 2009 ha partecipato il maggior numero di piloti per 6 gare:15 piloti provenienti da 12 paesi diversi hanno gareggiato per il titolo mondiale, questa volta è Brit Paul Bonhomme ad arrivare in cima, dopo esserci arrivato così vicino nei due anni precedenti.
Nella serie 2010, nei giri liberi prima della gara, il pilota brasiliano, Adilson Kindlemann si schianta con il suo aereo nel fiume Swan a Perth. I soccorritori erano sul posto in pochi secondi e Kindlemann è stato ricoverato al Royal Perth Hospital, dove la sua situazione si è stabilizzata pur avendo avuto un brutto infortunio. A partire dal 2011, è l'unico incidente che si è registrato nella storia del Red Bull Air Race.

### La pausa del Red Bull Air Race dal 2011 al 2013
La serie di gare in tutto il mondo 2011 è stata annullata. La decisione è stata presa dalla Red Bull il 27 luglio 2010 per consentire una ristrutturazione del "quartier generale", così anche per l'attuazione di nuove misure di sicurezza. La serie 2012 è stato anch'essa annullata; "Non ci saranno gare nel 2012, è vero" disse Nadja Zele portavoce del Team Red Bull Air Race in un messaggio di posta elettronica a AOPA. "Un calendario di gara fisso sarà rivelato nel 2013".
La serie 2013 è stata annullata, ma la Red Bull World Championship Air Race è tornata nel 2014 con 8 tappe internazionali, nell'ordine: Abu Dhabi, Rovigno, Putrajaya, Gdynia, Ascot, Fort Worth, Las Vegas, Cina.
Nel Dicembre 2016 la serie ha visto qualificarsi il primo pilota italiano, Dario Costa che ha poi gareggiato dalla stagione 2018 in poi.

## Format
Nelle stagioni precedenti, 2005 e 2006, i piloti correvano prima due turni di qualificazione per determinare l'ordine di partenza, in base al miglior tempo.
La gara è stata poi eseguita su due turni, e il tempo combinato di entrambi i turni determinavano il vincitore.
A partire dal 2007, un nuovo formato di knock-out è stato introdotto che è stato modificato per il 2008.

### Sessione di volo
- Training: Si svolge nei giorni precedenti la qualificazione. Ci sono due giorni di training ciascuno composto da due sessioni di allenamento. I piloti devono partecipare almeno a due sessioni di training obbligatori. Il tempo di allenamento del training 4 determina l'ordine di partenza per la qualificazione.
- Qualificazione: si svolge il giorno prima della gara. Include due sessioni di qualifica obbligatori. Conta il miglior tempo. Un punto World Championship viene assegnato al pilota più veloce in qualifica.
- Wild Card: Si svolge il giorno della gara. I cinque più lenti nella qualificazione competono per i due posti disponibili nella Top 12. Risultati della Wild Card determinano dal tredicesimo al quindicesimo posto.
- Top 12: si svolge il giorno della gara. Il più veloce dei dieci della qualificazione e il più veloce dei 2 della Wild Card competono per un posto in Super 8. I risultati nella Top 12 determinano dalla 9 alla 12 posizione.
- Super 8: Gli 8 piloti più veloci della Top 12 concorrono nella Super 8. I primi quattro piloti avanzano alle Final 4. risultati in Super 8 determinano dal quinto all'ottavo posto.
- Final 4: I quattro piloti più rapidi del Super 8 competono nella finale per il primo, secondo, terzo e quarto posto.

### Ordine di partenza
L'ordine di partenza è l'ordine in cui i piloti correranno in ogni sessione di volo. Esso è definito dai risultati della classifica dello scorso anno al Red Bull Air Race World Championship. Il pilota con maggior punti in classifica inizia per primo.
L'ordine di partenza per i nuovi piloti da corsa è determinato da un sorteggio.
L'ordine di partenza per la qualificazione è definito dai risultati della quarta sessione di allenamento.
L'ordine è invertito in modo che il pilota più lento dal quarto allenamento inizia per primo.
L'ordine di partenza per tutte le sessioni nel giorno della Gara è determinato dai risultati in qualifica. L'ordine è invertito in modo che il pilota più lento dal qualificazione inizi per primo.

### Punti World Championship
Si basano sul posto del pilota, in quanto ad ogni gara vengono assegnati dei punti in base alla posizione ottenuta. L'attuale regolamento afferma che il primo posto riceve12 punti, secondo posto ne riceve 10, fino all'undicesimo che riceve uno. Un punto mondiale viene assegnato al pilota più veloce in qualifica. Tredici punti è il massimo che un pilota può guadagnare in un solo fine settimana di gara.
| Posizione | 1  | 2  | 3 | 4 | 5 | 6 | 7 | 8 | 9 | 10 | 11 | 12 | 13 | 14 | 15 | il più veloce in qualificazione |
| Punti     | 12 | 10 | 9 | 8 | 7 | 6 | 5 | 4 | 3 | 2  | 1  | 0  | 0  | 0  | 0  | 1                               |
| --------- | -- | -- | - | - | - | - | - | - | - | -- | -- | -- | -- | -- | -- | ------------------------------- |

## Regole
I piloti sono tenuti a completare la pista lunga 5-6 chilometri (3,1 - 3,7 miglia) e volare tra gli Air Gates in una configurazione di tracciato prestabilito. Il non rispetto di determinare regole porta a secondi di penalità da aggiungere al tempo di gara, quali un errato passaggio di un Air Gate, il non aver realizzato correttamente la Chicane o per aver toccato un Air Gate. Per le più gravi violazioni delle norme (come ad esempio virare in modo tale da realizzare accelerazioni in cabina di pilotaggio di oltre 12 g) i piloti possono anche essere squalificati.
Tre diversi tipi di Air Gate richiedono una specifica modalità di attraversamento:
- gli Air Gate blu, che devono essere attraversati in volo livellato;
- gli Air Gate rossi, che devono essere attraversati in "lama di coltello" o volo verticale;
- gli Chicane Gates, che devono essere attraversati eseguendo degli slalom (si attraversano di "coltello" con un livello di volo non regolato).

Le sanzioni sono dovute a violazioni delle regole.

### Penalità dei 2 secondi
- Volando troppo alto sopra o attraverso un Air Gate;
- Un non corretto livello di volo orizzontale mentre si attraversa un Air Gate;
- Coltello non corretto (verticale) in direzione o attraversando un Air Gate (accade quando il pilota vira verso sinistra quando avrebbe dovuto virare a destra, o viceversa).

### Penalità dei 6 secondi
Il pilota taglia il tragitto o tocca un pilone con l'aereo. Se l'evento sotto accusa è giudicato pericoloso, ciò può comportare una squalifica.

### Squalifica
- ogni forma di volo pericoloso;
- volare troppo basso;
- attraversare la linea del pubblico;
- arrivare ad accelerazioni di 12 g in cabina di pilotaggio;
- Volare a più di 200 nodi (370 km / h; 230 mph) attraverso l'Air Gate di partenza;
- deviazione dal percorso descritto;
- l'esecuzione acrobatica di una manovra.

## Velivoli
I concorrenti utilizzano gli aerei acrobatici ad alte prestazioni come il Zivko Edge 540, MXS-R, Extra 300 e il Corvus Racer 540, dotati di motore Lycoming. Tutti gli aerei hanno una apertura alare inferiore a 7,6 metri (25 piedi) e velocità di punta che variano tra i 406 km/h e i 426 km/h (252-265 mph). I concorrenti possono modificare i loro aerei al fine di ottenere prestazioni migliori; tuttavia, le implicazioni di sicurezza del motore limitano molto le migliorie per aumentare la velocità poiché essa è rigidamente limitata.
Ogni aereo monta un accelerometro TL Elektronic TL-3424_EXT che trasmette i tempi e dati di velocità, visualizzandoli sui grandi schermi per gli spettatori.

## Campioni

### Master Class
| Stagione              | Campione          | Secondo        | Terzo           |
| --------------------- | ----------------- | -------------- | --------------- |
| 2003                  | Peter Besenyei    | Klaus Schrodt  | Kirby Chambliss |
| 2004                  | Kirby Chambliss   | Peter Besenyei | Steve Jones     |
| 2005                  | Mike Mangold      | Peter Besenyei | Kirby Chambliss |
| 2006                  | Kirby Chambliss   | Peter Besenyei | Mike Mangold    |
| 2007                  | Mike Mangold      | Paul Bonhomme  | Peter Besenyei  |
| 2008                  | Hannes Arch       | Paul Bonhomme  | Kirby Chambliss |
| 2009                  | Hannes Arch       | Paul Bonhomme  | Matt Hall       |
| 2010                  | Paul Bonhomme     | Hannes Arch    | Nigel Lamb      |
| 2011–2013: non tenuto |                   |                |                 |
| 2014                  | Nigel Lamb        | Hannes Arch    | Paul Bonhomme   |
| 2015                  | Paul Bonhomme     | Matt Hall      | Hannes Arch     |
| 2016                  | Matthias Dolderer | Matt Hall      | Hannes Arch     |
| 2017                  | Yoshihide Muroya  | Martin Šonka   | Pete McLeod     |
| 2018                  |                   |                |                 |

### Challenger Class
| Season | Champion       | Points leader   |
| ------ | -------------- | --------------- |
| 2014   | Petr Kopfstein | François Le Vot |
| 2015   | Mikaël Brageot | Mikaël Brageot  |
| 2016   | Florian Bergér | Florian Bergér  |
| 2017   | Florian Bergér | Florian Bergér  |
| 2018   |                |                 |